# Sauro-klass (jagare)
Sauro-klassen var en klass av fyra jagare som byggdes för Regia Marina (kungliga italienska flottan) i slutet av 1920-talet. De var baserade i den italienska kolonin Eritrea i Röda havet och alla deltog i andra världskriget då de sänktes under den östafrikanska kampanjen 1941.

## Design och beskrivning
Sauro-klassens jagare var förstorade och förbättrade versioner av de föregående Sella-klassen. De hade en total längd på 90,16 meter, en bredd på 9,2 meter och ett djupgående på 2,9 meter. De hade ett deplacement 1 058 ton vid standardlast och 1 600 ton vid fullast. De hade en besättning på 8-10 officerare och 146 sjömän.
Sauro jagarna drevs av två växlade Parsonsturbiner som var och en drev en propelleraxel med hjälp av ånga från tre Yarrowpannor. Turbinerna var dimensionerade till 36 000 axelhästkrafter (27 000 kW) för en hastighet på 31 knop (57 km/h), även om fartygen nådde hastigheter på över 36 knop (67 km/h) under sina sjötester när de var lätt lastade. De hade tillräckligt med bränsle för att ge dem en räckvidd på 2 600 nautiska mil (4 800 km) vid en hastighet på 14 knop (26 km/h).
Deras huvudbestyckning bestod av fyra 12 cm kanoner i två dubbeltorn, ett vardera för och akter om överbyggnaden. Luftvärnet för fartygen i Sauro-klassen tillhandahölls av ett par 40-millimeter automatkanoner i enkelmontage mittskepps och ett par 13,2-millimeter kulsprutor. De var utrustade med sex torpedtuber på 53,3 cm i två trippelmontage mittskepps. Fartygen i klassen kunde också bära 52 sjöminor.

## Skepp i klassen
Alla fartygen var baserade i Röda Havet.
| Namn            | Namne           | Varv                  | Färdigställd      | Öde |
| --------------- | --------------- | --------------------- | ----------------- | --- |
| Cesare Battisti | Cesare Battisti | Odero, Sestri Ponente | 13 april 1927     | Sänkt av sin egen besättning 3 april 1941                                                                            |
| Daniele Manin   | Daniele Manin   | CNQ Fiume             | 1 mars 1927       | Sänkt i ett flyganfall 3 april 1941                                                                                  |
| Francesco Nullo | Francesco Nullo | CNQ Fiume             | 15 april 1927     | Strandad på ön Hamil efter en strid mot HMS Kimberley 21 oktober 1940. Förstörd av Blenheim bombflygplan dagen efter |
| Nazario Sauro   | Nazario Sauro   | Odero, Sestri Ponente | 23 september 1926 | Sänkt i ett flyganfall 3 april 1941                                                                                  |

## Tjänstgöring
Jagarna utrustades för kolonial tjänst och 1935 utplacerades de på marinbasen i Massawa i Eritrea. Italiens inträde i andra världskriget gjorde att Italienska Östafrika blev isolerat från Italien.

### Attacken mot konvoj BN 7
Den enda betydande insats som jagarna var inblandade i var attacken mot den allierade konvojen BN 7 under de första timmarna av 21 oktober 1940. Nullo och Sauro, tillsammans med Leone och Pantera besköt konvojen och dess eskort, och tillfogade det ledande transportfartyget en del splitterskador, och avfyrade minst två torpeder riktade mot HMAS Yarra, som dock lyckades undvika dem. Anfallet slogs ändå tillbaka av kryssaren HMS Leander, som avfyrade 129 stycken 15,2 cm granater mot de italienska jagarna. Medan Sauro och de andra jagarna lyckades frigöra sig, jagades Nullo av jagaren HMS Kimberley och tvingades gå på grund på ön Harmil, där hon senare förstördes av RAF Blenheim bombflygplan. Kimberley träffades två gånger av kustbatterier och fick bogseras till Aden av HMS Leander.
De tre överlevande jagarna förblev i docka i Massawa fram till slutet av markoperationerna i Östafrika. Deras befälhavare beordrade dem att ge sig iväg 2 april 1941 för en nästan självmordsbenägen attack mot Port Sudan. Skvadronen upptäcktes snart av brittiska spaningsflygplan och bombades omedelbart av Swordfish torpedflygplan från hangarfartyget HMS Eagle. Battisti lyckades nå den arabiska kusten, där hon sänktes av sin besättning. Manin och Sauro fortsatte att avfyra sina luftvärnskanoner tills de sänktes av de brittiska planen.